# الليلة الموعودة (فلم)
الليلة الموعودة فيلم مصري أنتج عام 1984 من إخراج يحيى العلمي وبطولة أحمد زكي.

## قصة الفيلم
كتبها الروائي المصري محمد عبد الحليم عبد الله، وكتب السيناريو والحوار محمد أبو سيف بالتعاون مع شريف المنباوي وتتلخص القصة بأن «بهية» وبالرغم تحذير ابنها «فتحي» لها، تتزوج من «سيد» النصاب. كان «سيد» يتآمر مع زوجته «نظاجة» على الأرامل الأثرياء. كان يوقع بهن ويتزوجهن ثم يبتز نقودهن ثم يطلقهن.
يقرر فتحي استرداد نقود أمه من «سيد»، يتعرف على ابنته «لواحظ» ويمثل عليها الحب وتتعلق به، يوهم أمها أنه ثري يعيش في أمريكا وسيصحب «لواحظ» معه بعد أن يتزوجها، يطلب منها أن تقرضه مبلغاً من المال يساوي المبلغ الذي ابتزه «سيد» من أمه. لإتمام إجراءات سفر لواحظ، يفاجأ «سيد» بما حدث فيطلق «بهية».

## شارك في التمثيل
- أحمد زكي بدور «فتحي»
- فريد شوقي بدور «سيد»
- كريمة مختار بدور «بهية»
- تيسير فهمي
- سماح أنور
- نجوى فؤاد
- أحمد بدير
- نعيمة الصغير

## وصلات خارجية
- مقالات تستعمل روابط فنية بلا صلة مع ويكي بيانات